# Аксиоматика термодинамики
Аксиоматика термодинамики имеет своей задачей выявление структуры термодинамических понятий и законов с целью логически непротиворечивого введения в научный оборот макроскопических физических величин, которым не даётся определения в других разделах физики, — внутренней энергии, энтропии и температуры: «в термодинамику вводятся две новые физические величины — энтропия и абсолютная температура; этот шаг подлежит обоснованию». Существует и другое представление о роли аксиоматики в термодинамике (Г. Фальк): «С установлением какой-либо теории она сама становится предметом исследования прежде всего, когда она благодаря дополнениям в такой мере расширяется, что становится всё труднее проникнуть в её логические связи. Тогда и начинаются задачи аксиоматики…».
В термодинамике, как в любой естественнонаучной дисциплине, основополагающие законы и принципы формулируются как обобщение всего комплекса опытных фактов. Термодинамика как наука зародилась в начале XIX века в ответ на потребность создания научных основ работы тепловых машин, когда картина мира включала понятия, которые впоследствии были отброшены, например, теорию теплорода. Вместе с развитием науки расширялся круг доступных опытных фактов и углублялось знание основ строения вещества, соответственно развивалось и понимание основ термодинамики. В ходе этого развития предлагались различные наборы постулатов, на которых авторы строили свои системы изложения основ термодинамики. В настоящее время существуют различные подходы к построению аксиоматики термодинамики, в которых могут существенно отличаться как число, так и формулировки самих постулатов.

## Аксиоматизация физической теории
В отличие от математики, физическая теория не может сразу строиться как теория аксиоматическая. Если в математике объекты и систему аксиом для них напрямую используют в качестве строительного материала теории, то в физике исходят из накопленных экспериментальных фактов и закономерностей, относящихся к этим фактам. Разные участки изучаемой области явлений вначале описывают на основе различных теоретических подходов, которые часто не согласуются друг с другом. На этом этапе физическая теория ещё не может быть представлена в аксиоматической форме. Лишь после выявления главных закономерностей, управляющих данной областью явлений, и отделения точных закономерностей от приближённых, становится возможным и целесообразным установленные закономерности выразить в виде системы аксиом и представить основные результаты теории как строгие следствия построенной аксиоматической системы: «если в математике мы аксиоматизируем, чтобы понять, то в физике нам нужно сначала понять, чтобы аксиоматизировать» (Юджин Вигнер).

## Базовые понятия термодинамики
Часть используемых классической термодинамикой понятий и величин заимствуется из других разделов макроскопической физики (например, масса, давление, работа — из механики), а другая часть вводится в самой термодинамике. К фундаментальным понятиям термодинамики относятся те из них, которым не даются определения в других разделах физики, и которым сама термодинамика может дать только описательные определения, ибо понятий более общих просто не существует:
- термодинамическая система;
- термодинамическое равновесие;
- внутренняя энергия (фундаментальная переменная).

Утверждения, касающиеся первых двух из перечисленных понятий, в отечественной литературе иногда называют исходными положениями термодинамики, а утверждения, связанные с внутренней энергией, составляют предмет первого начала термодинамики.
Термодинамика вводит в научный оборот новые макроскопические переменные: внутреннюю энергию, температуру, энтропию и химический потенциал, а также комбинации перечисленных величин. Для этого на основе фундаментальных понятий и переменных формируют понятия и переменные базовые, важнейшими из которых являются теплота, температура и энтропия; на основе фундаментальных и базовых переменных строят вторичные переменные, такие как теплоёмкость, химический потенциал, термодинамические потенциалы, функции Массье — Планка. Законы термодинамики формулируют в виде систем аксиом, связывающих базовые понятия термодинамики. Эти системы аксиом разделяются на две группы:
- системы, полагающие понятие «теплота» базовым, а понятие «энтропия» — вторичным;
- системы, полагающие понятие «энтропия» базовым, а понятие «теплота» — вторичным (и необязательным).

Исторически первыми применялись системы, опирающиеся на понятие теплоты. Однако это понятие, корни которого лежат в теории теплорода, может быть исключено из числа базовых и переведено во вторичные.

## Неоднозначность понятий «теплота» и «работа»
Термодинамика, заимствуя понятия энергии и работы из других разделов физики, посредством своего первого начала вводит в рассмотрение новые физические величины — внутреннюю энергию {\displaystyle U} как термодинамическую величину, характеризующую систему, и теплоту (количество теплоты) {\displaystyle Q}, как термодинамическую величину, характеризующую процесс перехода системы из одного состояния в другое:
{\displaystyle \delta Q=dU+\delta W.}
Несмотря на то, что одну из этих новых величин термодинамика рассматривает как неопределяемое базовое понятие (какую именно — {\displaystyle U} или {\displaystyle Q} — зависит от системы построения термодинамики), для равновесных процессов в покоящихся закрытых системах никаких связанных с этим неопределённостей не возникает. Существуют, однако, ситуации, когда определение работы должно быть сделано внутри самой термодинамики. При этом возникает неоднозначность в понятиях теплоты и работы, связанная с произволом в разбиении изменения внутренней энергии на теплоту и работу: «затруднительно однозначно свести всё влияние со стороны окружающей среды к понятиям „работа“ и „теплота“».
- СТО-релятивистская термодинамика. Неоднозначность разделения энергии, переданной телу, на работу и теплоту в движущейся системе отсчета[13] привела к ситуации, которую Х. Мёллер назвал «странным случаем в истории физики»[14] — ревизии устоявшего математического аппарата СТО-релятивистской термодинамики, — и послужила основанием для разгоревшегося во второй половине XX столетия спора о том, какая из двух логически безупречных версий СТО-релятивистской термодинамики с различными формулами преобразования для температуры — Планка (1907) или Отта (1963) — более правильна[13]. Дискуссия теоретиков продолжалась несколько лет, пока де Бройль не показал, что расхождение между выводами Планка и Отта связано с произволом в определении теплоты[15].
- Термодинамика открытых систем. Для открытых систем используют два способа связать изменение внутренней энергии в термодинамическом процессе с переносом вещества. Согласно первому из них теплота и работа являются двумя единственно возможными формами передачи энергии[16][17][18], а изменение энергии системы, связанное с переносом вещества, есть составная часть общей работы, называемая химической работой[19][20][21][16][17] или работой по перераспределению масс веществ в системе[22]. Использование представления о химической работе, сохраняя в неизменном виде математический аппарат классической термодинамики, предполагает отказ от традиционного представления о том, что изменение внутренней энергии в процессе химического превращения вещества есть поглощение/выделение теплоты[23], а термин тепловой эффект химической реакции получает новое содержание[24]. Наконец, использование химической работы в понятийном аппарате термодинамики делает неэквивалентными представления об адиабатной изоляции как накладывающей запрет на обмен веществом (т. е. любая адиабатно изолированная система есть система закрытая)[25][26][27][28], и адиабатной изоляции как допускающей обмен энергией только в форме работы[29][30]. Второй способ связать изменение внутренней энергии в термодинамическом процессе с переносом вещества состоит в модификации первого начала термодинамики и добавлении к теплоте и работе третьей формы передачи энергии — энергии переноса массы[31][32]. Выделение энергии переноса массы в самостоятельное слагаемое не удаётся выполнить на основании только первого начала термодинамики, но если использовать дополнительное допущение и положить теплоту бесконечно малого процесса q равной

| {\displaystyle q~\equiv ~TdS,} |

где T — абсолютная термодинамическая температура, а S — энтропия, то такое выделение становится возможным.
- Термодинамика неравновесных систем. Для неравновесных процессов изменение внутренней энергии приходится делить на четыре части: теплоту, работу, энергию переноса массы и работу диссипации[34], связанную с такими эффектами, как вязкость и другие диссипативные процессы. При этом иногда говорится, например, не о работе, а о «теплоте внутреннего трения»[35]. М. Трайбус, рассмотрев пример сжатия газа в цилиндре с пористым поршнем, делает вывод о том, что «на границе, где происходит диффузия, „теплота“ и „работа“ имеют двусмысленное значение»[36].

На практике неопределённость, связанная с использованием понятий «теплота» и «работа», не приводит ни к каким бросающимся в глаза парадоксальным или нежелательным последствиям, ибо, говоря о теплоте или работе некоего процесса, всегда имеют в виду изменение в этом процессе одного из термодинамических потенциалов (так, при постоянном объёме тепловой эффект химической реакции равен изменению внутренней энергии системы, при постоянном давлении — изменению энтальпии). С теоретической же точки зрения все выводы, основанные на использовании понятия «теплота» в качестве базового, справедливы только для равновесных нерелятивистских закрытых систем. Это означает, в частности, что для открытых, неравновесных и релятивистских систем введение энтропии как макроскопического параметра, характеризующего термические свойства системы, требует привлечения аксиом, дополняющих обычный перечень постулатов термодинамики.  Так, П. Т. Ландсберг дополнил упомянутый выше перечень четвёртым законом термодинамики, согласно которому для описания состояния однородных открытых равновесных и неравновесных систем используют тот же набор переменных, что и для однородных закрытых равновесных систем, дополненный переменными, характеризующими химический состав системы.
Радикальное решение рассматриваемой проблемы заключается в замене понятия «теплота» на понятие «энтропия» в качестве базового. Ниже приводятся примеры аксиоматических систем, использующих такой подход, стержнем которого служит постулат существования энтропии.

## Вклад Гиббса в аксиоматику термодинамики
Основу современной химической термодинамики составляет теория Гиббса с новыми для термодинамики XIX века объектами — многокомпонентными гетерогенными системами с переменными массами и составами, химическими и фазовыми превращениями. Если в термодинамике Клаузиуса теорию строят посредством рассмотрения идеализированных процессов, с помощью которых вводят новые переменные — внутреннюю энергию, энтропию и термодинамическую температуру, — характеризующие уже внутреннее состояние термодинамической системы, то в теории Гиббса в центре внимания находится собственно термодинамическая система и её переменные: внутреннюю энергию и энтропию, существование и свойства которых постулируются, выбирают в качестве основных неопределяемых переменных теории.
Область применимости термодинамики Клаузиуса (как и всех прочих теоретических систем построения данной научной дисциплины, основанных на использовании количества теплоты в качестве одной из основных переменных теории) ограничена закрытыми системами. Действительно, по определению, теплота есть энергия, передаваемая без совершения работы и без изменения масс составляющих систему веществ, то есть массы (количества) веществ (например, в выражениях для удельной теплоёмкости и других удельных величин) в термодинамике Клаузиуса представляют собой не термодинамические переменные, а числовые параметры. Поэтому методами, ведущими своё начало от Клаузиуса, нельзя показать, что энтропия зависит от масс составляющих систему веществ. Отсюда следует, что выполненное Гиббсом распространение термодинамики на открытые системы переменного состава требует расширения теории с привлечением новых эмпирических обоснований, то есть дополнительных постулатов. Это расширение и вытекающие из него следствия составляют главное содержание термодинамики Гиббса. 
Гиббс в своём трактате «О равновесии гетерогенных веществ» (1875—1878) исходит из представления об энергии термодинамической системы и принципа возрастания энтропии, а его способ изложения представляет собой логическую структуру, изначально рассматривающую массу составляющего вещества как термодинамическую переменную (постулат Гиббса), и основанную на следующих утверждениях:
- внутренняя энергия {\displaystyle U} открытой однородной термодинамической системы, в которой возможна только работа сжатия/расширения, есть функция энтропии {\displaystyle S}, объёма {\displaystyle V} и масс составляющих систему веществ {\displaystyle m_{j}}[45]. Сейчас это утверждение называют энергетическим выражением фундаментального уравнения Гиббса[46][47]:

| {\displaystyle U=U(S,V,\{m_{j}\}),} | (Энергия открытой однородной системы по Гиббсу; фундаментальное уравнение Гиббса в энергетическом выражении) |

где {\displaystyle \{m_{i}\}} есть сокращение для перечисления {\displaystyle m_{1},m_{2},...,m_{i},...};
- внутренняя энергия термодинамической системы и её независимые переменные, перечисленные выше, есть величины аддитивные[48];

- в состоянии равновесия при неизменности внутренней энергии, объёма и масс составляющих веществ энтропия системы максимальна[49]. Это утверждение носит название принципа равновесия Гиббса[50][51] и рассматривается как одна из составляющих второго начала термодинамики[52].

Перечисленные положения образуют фундамент термодинамики Гиббса, представляющей собой самостоятельную (то есть отталкивающуюся от термодинамики Клаузиуса, но не привязанную к ней) логическую структуру. То обстоятельство, что сам Гиббс основные утверждения своей теории постулатами или аксиомами не называл, сути дела не меняет. Стиль изложения в трактате Гиббса «О равновесии гетерогенных веществ» аксиоматичен: сначала даётся формулировка и вслед за тем — обсуждение, сопровождаемое примерами. Гиббс, не слишком заботясь о формальной строгости изложения основ своей системы, стремился возможно быстрее перейти к рассмотрению конкретных проблем. Поэтому теория Гиббса не является законченной аксиоматической системой. В дальнейшем подход Гиббса получил развитие, в частности, в работах Л. Тиссы. Фактически, аксиоматика химической термодинамики — это путь от базовых аксиом к формализму Гиббса (а далее — по Гиббсу).
К сожалению, иногда в учебной литературе термодинамику Гиббса — автономную логическую структуру — представляют как часть теории Клаузиуса/Каратеодори, и студенты спрашивают, например, зачем нужно доказывать условие равенства температур равновесных фаз, если это и так следует из нулевого начала термодинамики.

## Вклад Н. Н. Шиллера в аксиоматику термодинамики
Н. Н. Шиллер был первым, кто систематически развил логическую сторону основных понятий и законов термодинамики.
Он показал, что наряду с классическими формулировками второго закона термодинамики в духе Клаузиуса и Томсона возможны другие эквивалентные формулировки. Одной из важнейших и общих Шиллер считал утверждение о существовании у для элементарного количества теплоты {\displaystyle \delta Q} интегрирующего делителя.

## Аксиоматика Каратеодори
В 1909 г. ученик известного математика Давида Гильберта Константин Каратеодори предпринял попытку дать первое аксиоматическое построение термодинамики. В своей статье «Об основах термодинамики» он поставил предельно абстрактную задачу исследования теплового состояния тел. Основное содержание второго закона по Каратеодори заключалось в том, что при фиксированной энергии системы в сколь угодно близкой окрестности её начального состояния всегда существуют состояния, недостижимые адиабатически — без теплового взаимодействия с окружающей средой. Математически это означает (как и в исходной трактовке Клаузиуса) существование интегрирующего множителя для пфаффовой формы, дающей уравнение состояния системы. Преимуществом подхода Каратеодори (по сравнению с Клаузиусом) является отказ от ограничений, которые накладываются постулатом о существовании идеального газа. Сложность и математизированность статьи стали, однако, серьезным препятствием для проникновения идей Каратеодори в физику.

## Вклад Т. А. Афанасьевой-Эренфест в аксиоматику термодинамики[58][59]
Т. А. Афанасьева-Эренфест дополнила систему постулатов термодинамики аксиомой о существовании термодинамического равновесия и разделила второе начало термодинамики на две логические независимые части, первая из которых обосновывает существование энтропии, а вторая представляет собой утверждение о неуклонном возрастании энтропии в реальных адиабатических процессах.

## Система аксиом А. Зоммерфельда
1) Существует функция состояния — температура. Равенство температур во всех точках есть условие теплового равновесия двух систем или двух частей одной и той же системы.
2) Каждая термодинамическая система обладает характеристической функцией состояния — энергией. Эта функция состояния возрастает на величину сообщенного системе количества тепла dQ и уменьшается на величину совершенной системой внешней работы dW. Для замкнутой системы справедлив закон сохранения энергии.
3) Каждая термодинамическая система обладает функцией состояния, называемой энтропией. Энтропия вычисляется следующим образом. Система переводится из произвольно выбранного начального состояния в соответствующее конечное состояние через последовательность состояний равновесия; вычисляются все подводимые при этом к системе порции тепла dQ, делятся каждая на соответствующую ей абсолютную температуру Т и все полученные таким образом значения суммируются (первая часть второго начала термодинамики). При реальных (не идеальных) процессах энтропия замкнутой системы возрастает (вторая часть второго начала термодинамики).
4) При абсолютном нуле температуры энтропия принимает значение S0, не зависящее от давления, агрегатного состояния и других характеристик вещества.

## Система аксиом А. А. Гухмана
Предложенная А. А. Гухманом система построения термодинамики базируется на следующих положениях:
- Если выделить некоторую материальную систему и оградить её от взаимодействия с прочими телами, то по истечении некоторого конечного промежутка времени в системе прекратятся какие бы то ни было процессы. Наступит состояние макроскопического равновесия. Это состояние может быть нарушено только внешними воздействиями[68].
- Изменение внутренней энергии системы равно сумме количеств воздействия на систему[69].
- Существуют тепловой потенциал — абсолютная температура Т, и тепловая координата — энтропия S, такие, что dQ = TdS[70].
- Всякая равновесная система при Т —> 0 приходит в особое предельное состояние, в котором её энтропия при всех, без каких-либо исключений, обстоятельствах принимает единственно возможное значение, которое без всякого ущерба для строгости теоретических построений можно положить равным нулю[71].

## Аксиоматика Н. И. Белоконя
Н. И. Белоконь не отождествляет постулаты термодинамики, являющиеся обобщением многовекового опыта познания природы, с её началами — математическими выражениями постулатов. Постулатом первого начала является закон сохранения энергии. Первое начало формулируется следующим образом: изменение внутренней энергии тела или системы тел равно алгебраической сумме полученных (переданных) количеств тепла и работы или, что то же, тепло, полученное системой извне {\displaystyle \delta Q^{*}} последовательно обращается на изменение внутренней энергии системы {\displaystyle dU} и на выполнение (отдачу) внешней работы {\displaystyle \delta A^{*}} 
{\displaystyle \delta Q^{*}=dU+\delta A^{*}.}
Это уравнение, представляющее собой внешний энергетический баланс термодинамической системы и справедливое лишь для обратимых процессов. Белоконь дополняет уравнением первого начала по балансу рабочего тела, которое учитывает внутренний теплообмен системы, возникающий в результате необратимых превращений работы в теплоту при трении, электронагреве, диффузии и т. п. Полное количество теплоты {\displaystyle \delta Q}, полученное телом, определяется как сумма двух величин: теплоты {\displaystyle \delta Q^{*}}, подведенной извне, и теплоты внутреннего теплообмена {\displaystyle \delta Q^{**}}:
{\displaystyle \delta Q=\delta Q^{*}+\delta Q^{**}=dU+\delta A.}
Полученное обобщенное уравнение первого начала справедливо также для необратимых процессов.
Второе начало термодинамики традиционно формулируется как объединённый принцип существования и возрастания энтропии и основывается на постулатах необратимости (Клаузиуса, Томсона, Планка и др.). На ошибочность обоснования принципа существования энтропии на базе постулата необратимости и необходимость его независимого обоснования указывали  Н. Н. Шиллер, К. Каратеодори, Т. А. Афанасьева-Эренфест, А. Зоммерфельд,  А.Гухман, Н. И. Белоконь и др. Необходимость разделения второго начала термодинамики на два независимых принципа основана на том, что принцип существования энтропии является основанием для вывода ряда важнейших дифференциальных соотношений термодинамики и его научное значение трудно переоценить, а принцип возрастания энтропии изолированных систем есть принцип статистический, гораздо менее общий, характеризующий наиболее вероятное направление процессов изменения состояния изолированных систем, наблюдаемое в нашем мире. Впервые независимое обоснование принципа существования энтропии для всех термодинамических систем дал Н. И. Белоконь на базе постулата второго начала термостатики (постулат Белоконя): температура есть единственная функция состояния, определяющая направление самопроизвольного теплообмена, т. е. между телами и элементами тел, не находящимися в тепловом равновесии, невозможен одновременный самопроизвольный (по балансу) переход тепла в противоположных направлениях — от тел более нагретых к телам менее нагретым и обратно .
Постулат Белоконя  является частным случаем самого фундаментального научного принципа — принципа причинной связи явлений природы. Он симметричен по отношению к направлению самопроизвольного перехода тепла, но совершенно исключает одновременный неравновесный переход тепла в противоположных направлениях, что является нарушением принципа причинности. Следствием постулата Белоконя является утверждение: невозможно одновременное (в рамках одной и той же пространственно-временной системы положительных или отрицательных абсолютных температур) осуществление полных превращений тепла в работу и работы в тепло. Таким образом, термодинамика, построенная на аксиоматике Белоконя справедлива как для миров с положительными, так и для миров с отрицательными абсолютными температурами.

## Система аксиом Г. Фалька и Г. Юнга
Основу аксиоматики Г. Фалька и Г. Юнга составляют следующие утверждения:
- Каждая физическая система обладает взаимодействием энергетической изоляции, структура которой разрешает построение метрической переменной v(z) — энергии системы.

- Каждая физическая система обладает взаимодействием — адиабатической изоляцией, свойства которой эквивалентны следующим положениям:

она позволяет построение метрической энтропии S(z);
она даёт эмпирическую энтропию σ(z), которая при переходах под адиабатической изоляцией никогда не убывает;
она указывает на то, что S — монотонная функция от σ.
- Когда энергия системы достигает своего наименьшего значения, то и энтропия системы принимает своё наименьшее значение.

## Рациональная термодинамика
Рациональная термодинамика рассматривает термические явления в сплошных средах на основе нетрадиционного подхода К. Трусделла, П. А. Жилина и их последователей. Цель — создать строгую математическую аксиоматику исходных положений термомеханики сплошных сред с тем, чтобы она охватывала по возможности максимально широкий класс моделей, а интуитивные представления о физических явлениях нашли своё выражение в математической форме. Фундамент теории строится на базе таких математических структур и понятий, как векторные, метрические и топологические пространства, непрерывные и дифференцируемые отображения, многообразия, тензоры, группы и их представления и т. п. Для простых объектов такой усложненный подход не требуется, но для более сложных явлений в сплошных средах, например вязкоупругости, ползучести, эффектов памяти (гистерезис), релаксации и т. п., построение феноменологических моделей часто наталкивается на трудности, значительная часть которых относится к формированию адекватного математического аппарата. Поэтому точное описание математической структуры объекта на основе аксиоматики и её логических следствий имеет не только методический интерес, но и прикладное значение.
Рациональная термодинамика не подразделяет термодинамику на равновесную и неравновесную; обе эти дисциплины рассматриваются как единая часть физики сплошных сред. Время изначально в явном виде входит в уравнения рациональной термодинамики. Исходными неопределяемыми переменными теории являются пространственные координаты, время, масса, температура, энергия и скорость подвода/отвода теплоты. Эти величины описываются только такими свойствами, которые можно выразить языком математики. В рациональной термодинамике не обосновывают существование температуры на основе представлений о термическом равновесии; более того, такого рода доказательства рассматриваются как «прочные круги метафизики». В отличие от тех систем построения термодинамики, в которых температуру выражают через внутреннюю энергию и энтропию, в рациональной термодинамике, наоборот, энтропию выражают через внутреннюю энергию и температуру. Второе начало термодинамики рассматривается не как ограничение на возможные процессы, а как ограничение на допустимый вид уравнений, описывающих реальные системы и процессы.
Терминология, используемая в работах по рациональной термодинамике, часто отличается от общепринятой (например, энтропия может называться «калорией»), что затрудняет восприятие.

## Современные подходы к аксиоматике
Спрашивается, почему при изучении термодинамики «существование энтропии не постулируется непосредственно в качестве самостоятельного принципа? Что побуждает выводить этот принцип как следствие из некоторого другого положения? Ответ совершенно ясен. Суть дела заключается в том, что такое решение проблемы в общепринятой системе изложения основ термодинамики ни в какой мере не подготовлено и было бы воспринято как искусственное, ничем не оправданное и по существу непонятное».
Аксиом (начал, постулатов), на которых базируется термодинамика, не три, не четыре (если считать нулевое начало), и даже не пять (если считать «минус первое» начало), поэтому их уже предпочитают не нумеровать. Наконец, помимо аксиом, соглашений и теорем в термодинамике есть еще и «принципы», например, принцип термодинамической допустимости Путилова в равновесной термодинамике или принцип Кюри в неравновесной термодинамике, т. е. утверждения, не являющиеся соглашениями или теоремами, но и не претендующие на роль законов природы. Их не следует путать с аксиомами или теоремами термодинамики, в названиях которых по традиции используют слово «принцип» (принцип Нернста, принцип Ле Шателье — Брауна).
Современное состояние вопроса термодинамической аксиоматики рассмотрено в статье.